# Medusandraceae
Famille
Classification APG (1998)
Classification APG III (2009)
La famille des Médusandracées regroupe des plantes dicotylédones ; elle n'a qu'un seul représentant du genre Medusandra.
C'est un arbre à sève colorée en jaune, à feuilles caduques entières, originaire d'Afrique de l'Ouest tropicale.

## Étymologie
Le nom vient de l'unique genre de cette famille Medusandra composé du grec Μέδουσα / Médousa, Méduse, la plus célèbre des trois gorgones de la mythologie grecque  qui a donné son nom à la Méduse (animal), et de ανδροσ / andros « mâle ; étamines », en référence aux parties mâles des fleurs, dont les longues étamines stériles (staminodes), font penser à des méduses quand elles se déplient des boutons floraux.

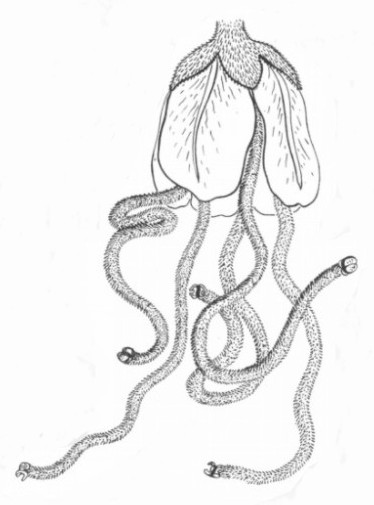
Medusandra richardiana
fleur avec ses 4 staminodes

Quand il découvrit cette plante en 1950 au Cameroun, Brenan fut tellement impressionné par sa structure si particulière qu'il écrivit ceci : 

« Pendant le séjour à Banga, dans la réserve forestière de Bakundu (Cameroun), nous collectâmes un spécimen d'un arbre dont la structure florale est si particulière qu'il ne peut être intégré, sans indignation grossière, dans aucune des familles existantes que je connais. Je suis obligé — et les taxonomistes prudents ne devraient pas, je pense, faire ce plongeon à la légère sans y être contraint — d'en faire le type d'une nouvelle famille (Medusandraceae) et d'un nouvel ordre Medusandrales. »

## Classification
La classification phylogénétique APG (1998) en fait une famille de position incertaine.
En classification phylogénétique APG II (2003) et en classification phylogénétique APG III (2009) cette famille est invalide et ses genres sont incorporés dans la famille Peridiscaceae.